# Mathieu Laforest
Mathieu Laforest (* 23. Januar 1984) ist ein kanadischer Badmintonspieler. 

## Karriere
Mathieu Laforest gewann von 2005 bis 2009 fünf Mal in Serie die Herreneinzelkonkurrenz bei den Québec Championships. 2003 und 2007 war er bei den Canada Games erfolgreich, 2001, 2002 und 2003 bei den kanadischen Juniorenmeisterschaften. 2008 wurde er erstmals nationaler Meister in Kanada, was auch seine einzige Goldmedaille bei den kanadischen Badmintonmeisterschaften bleiben sollte.